# Journal à mes enfants
Série
Journal à mes amours
(1987)
Pour plus de détails, voir Fiche technique et Distribution.
Journal à mes enfants  ou Journal intime (Napló gyermekeimnek) est un film hongrois réalisé par Márta Mészáros, réalisé en 1983 et sorti en 1984. Ce film, largement autobiographique, a été aussi distribué en France sous le titre Journal intime. Il a pour suite Journal à mes amours, Journal pour mon père et ma mère et Kisvilma - Terre d'espérance.

## Synopsis
1947. Une jeune Hongroise, Juli, orpheline (son père, communiste réfugié en Union soviétique après l'écrasement de la république des Conseils en 1919, a été fusillé lors des purges staliniennes), rentre dans sa patrie en ruines. Elle est confiée à une tante, Magda, une résistante antifasciste, fermement acquise au nouveau régime…

## Fiche technique
- Titre : Journal à mes enfants
- Titre alternatif : Journal intime
- Titre original : Napló gyermekeimnek
- Titre anglais : Diary for My Children
- Réalisation : Márta Mészáros
- Scénario : Márta Mészáros
- Musique : Zsolt Döme
- Photographie : Nyika Jancsó (hu)
- Montage : Éva Kármentõ (hu)
- Costumes : Fanni Kemenes (hu)
- Création des décors : Éva Martin
- Décorateur : József Sáritz
- Son : György Fék (hu)
- Maquillage : Katalin Guelmino et Edit Basilides (non-crédité)
- Sociétés de production : Budapest Játékfilmstúdió et Mafilm
- Pays de production :  Hongrie
- Format : Noir et blanc - Mono
- Genre : Drame
- Durée : 106 minutes
- Date de sortie : Hongrie : 3 mai 1984

## Distribution
- Zsuzsa Czinkóczi (hu) : Juli
- Teri Földi (hu) : Magda (voix)
- Anna Polony (pl) : Magda
- Jan Nowicki : János
- Sándor Oszter (hu) : János (voix)
- Mari Szemes (hu) : grand-mère
- Vilmos Kun (hu) : grand-père (voix)
- Pál Zolnay : grand-père
- Ildikó Bánsági : la mère de Juli
- Éva Szabó (hu) : Ilonka, gouvernante de Magda
- Tóth Tamás : le fils handicapé de János
- Kati Bus
- György Bösze
- Aliz Halda
- Kati Marton
- Nandor Rékai
- Kati Sir

## Récompenses
- Grand prix au Festival de Cannes 1984